# Eugène Boudin

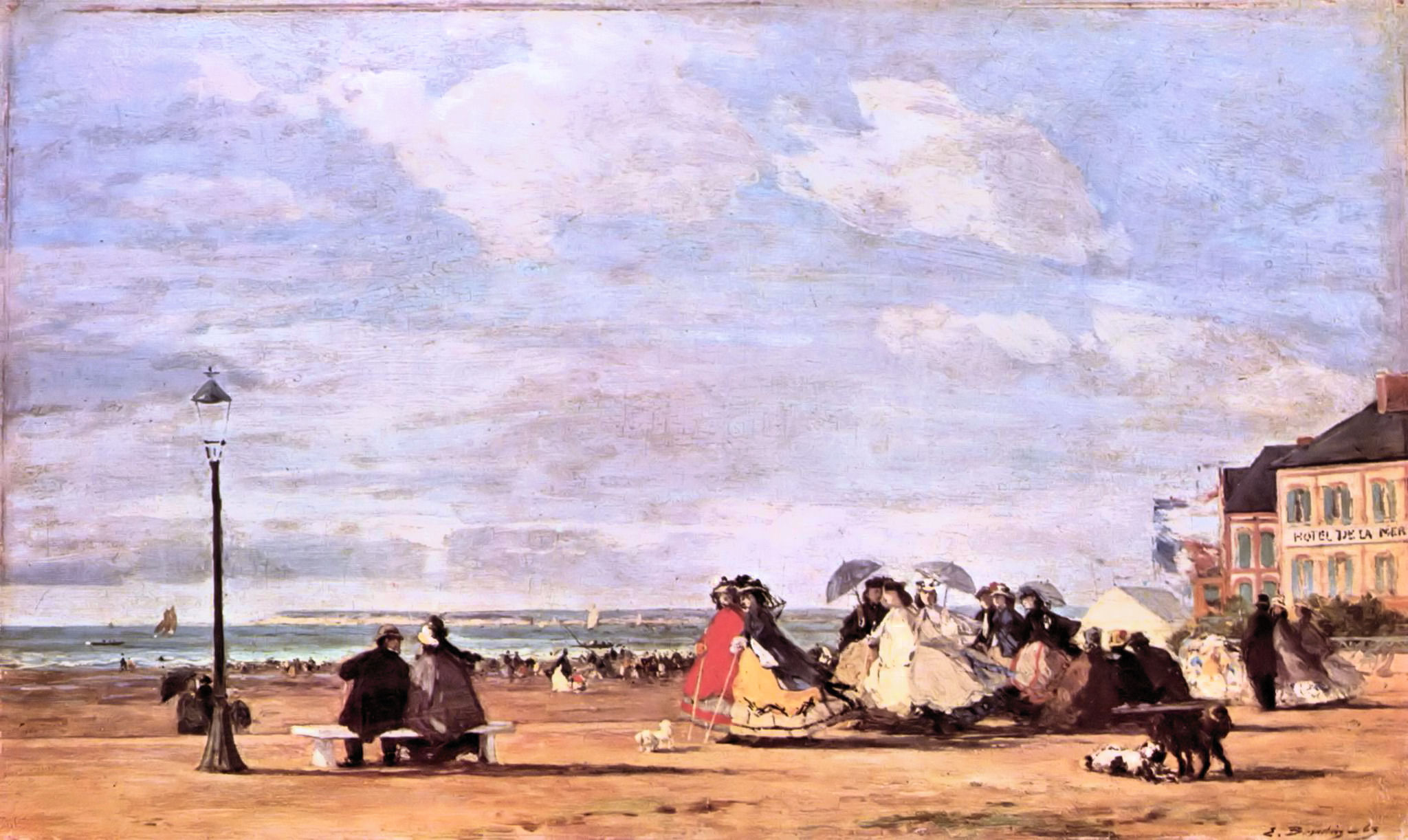
Eugène Boudin – ”Kejsarinnan Eugénie på stranden i Trouville” (1863).

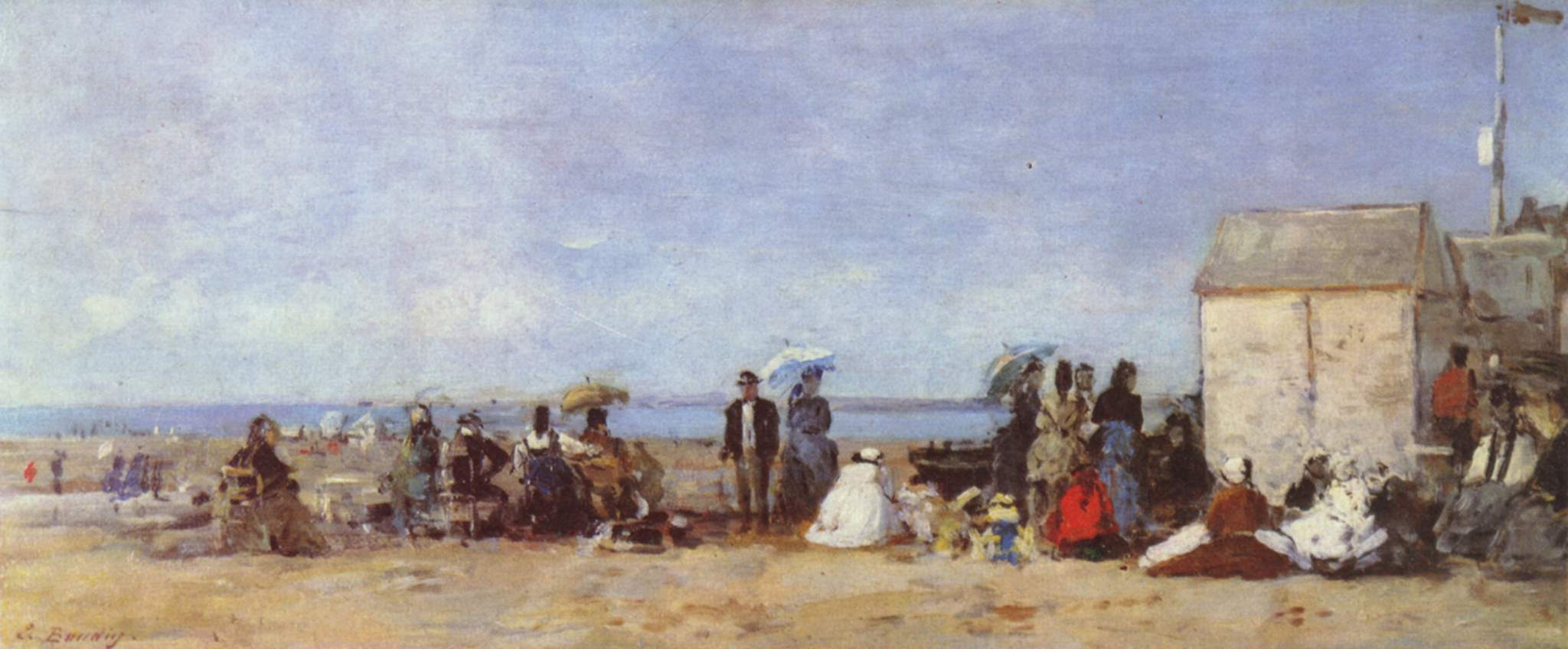
Eugène Boudin – ”Stranden i Trouville” (cirka 1860-1870).

Eugène Boudin, född 12 juli 1824 i Honfleur, Normandie, död 8 augusti 1898 i Deauville, var en fransk landskapsmålare. Han räknas som en föregångare till impressionismen.

## Biografi
Tillsammans med Johann Jongkind målade Boudin på 1860-talet vid den normandiska kusten och kom att spela en roll för impressionismen genom Claude Monet, som en tid tillhörde deras krets.
Hans favoritmotiv var badorter med deras magiska atmosfär av utomhusnöjen och med antydan om ett borgerligt liv som tillät sådana förlustelser. 
Boudins målningar utmärks av ett inträngande och rikt studium av ljusspelet över landskapen; hans verk lovprisades av hans samtida och är ännu idag mycket uppskattade. Verk av honom finns bland annat på Nationalmuseum.

## Galleri

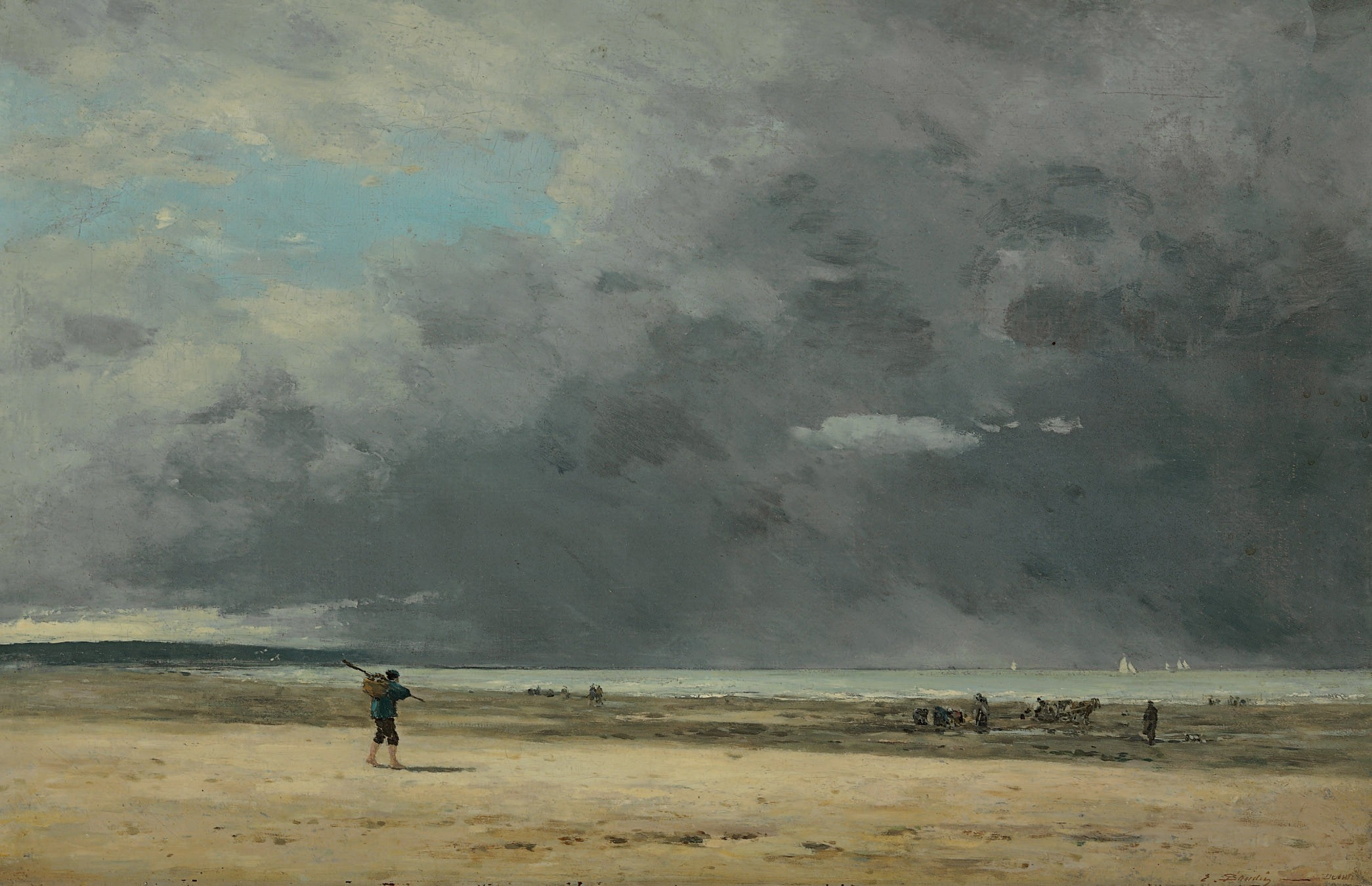
Lågvatten, Deauville (mellan 1860 och 1865)
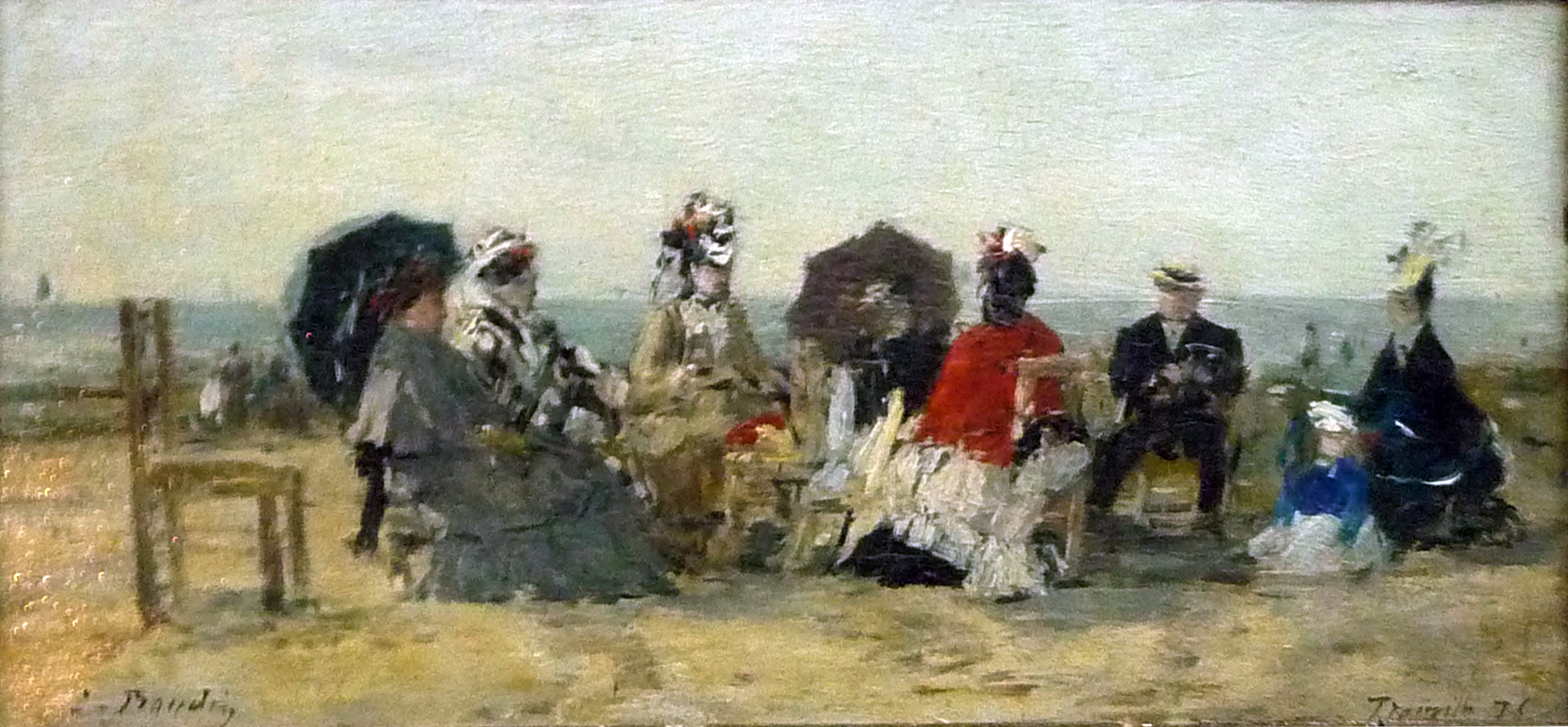
People at the Beach at Trouville (1865)
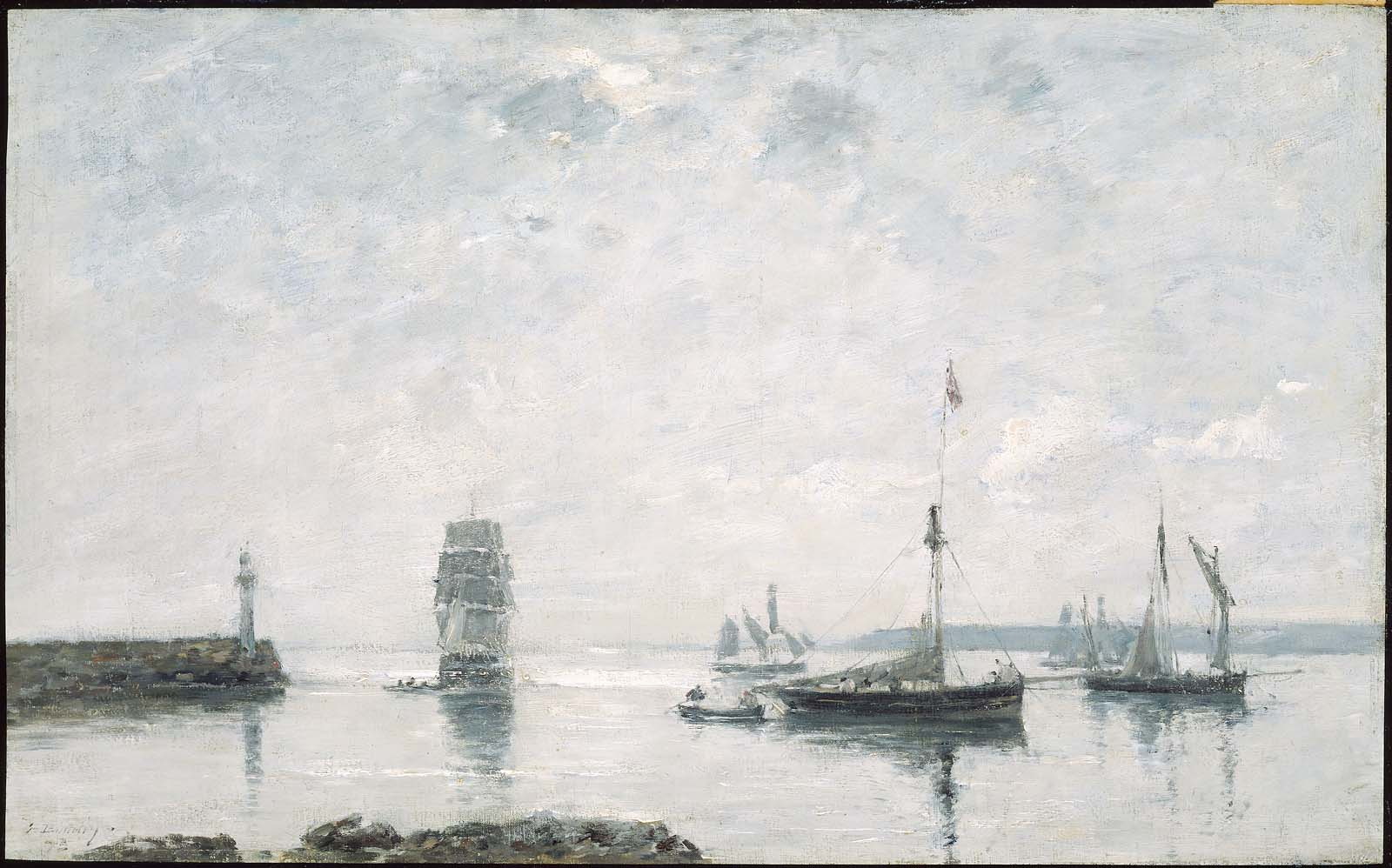
Harbor Entrance (1873)
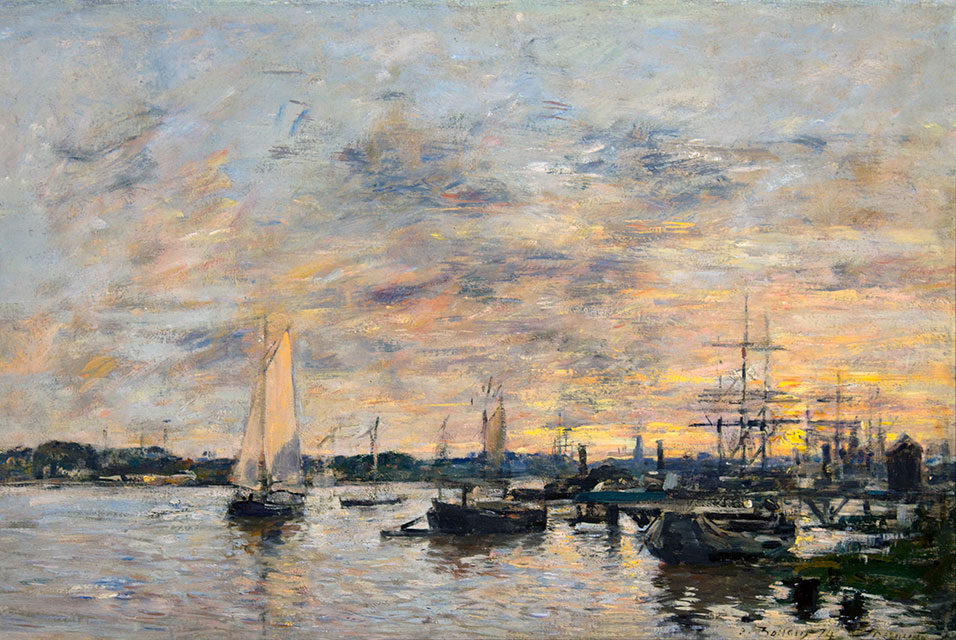
The Port of Bordeaux (1874)
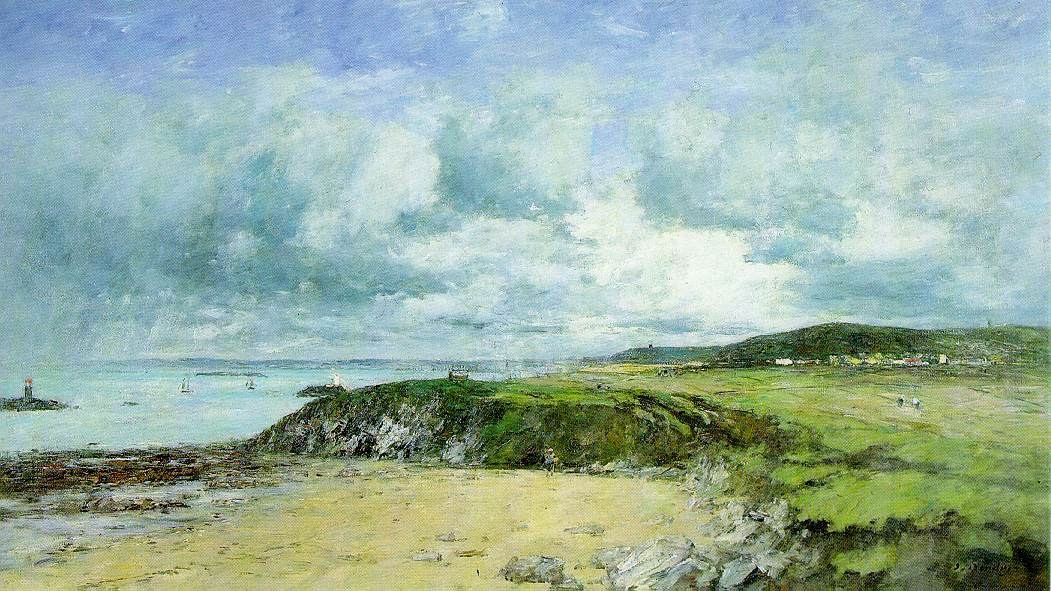
The Coast of Portrieux, Côtes-du-Nord (1874)
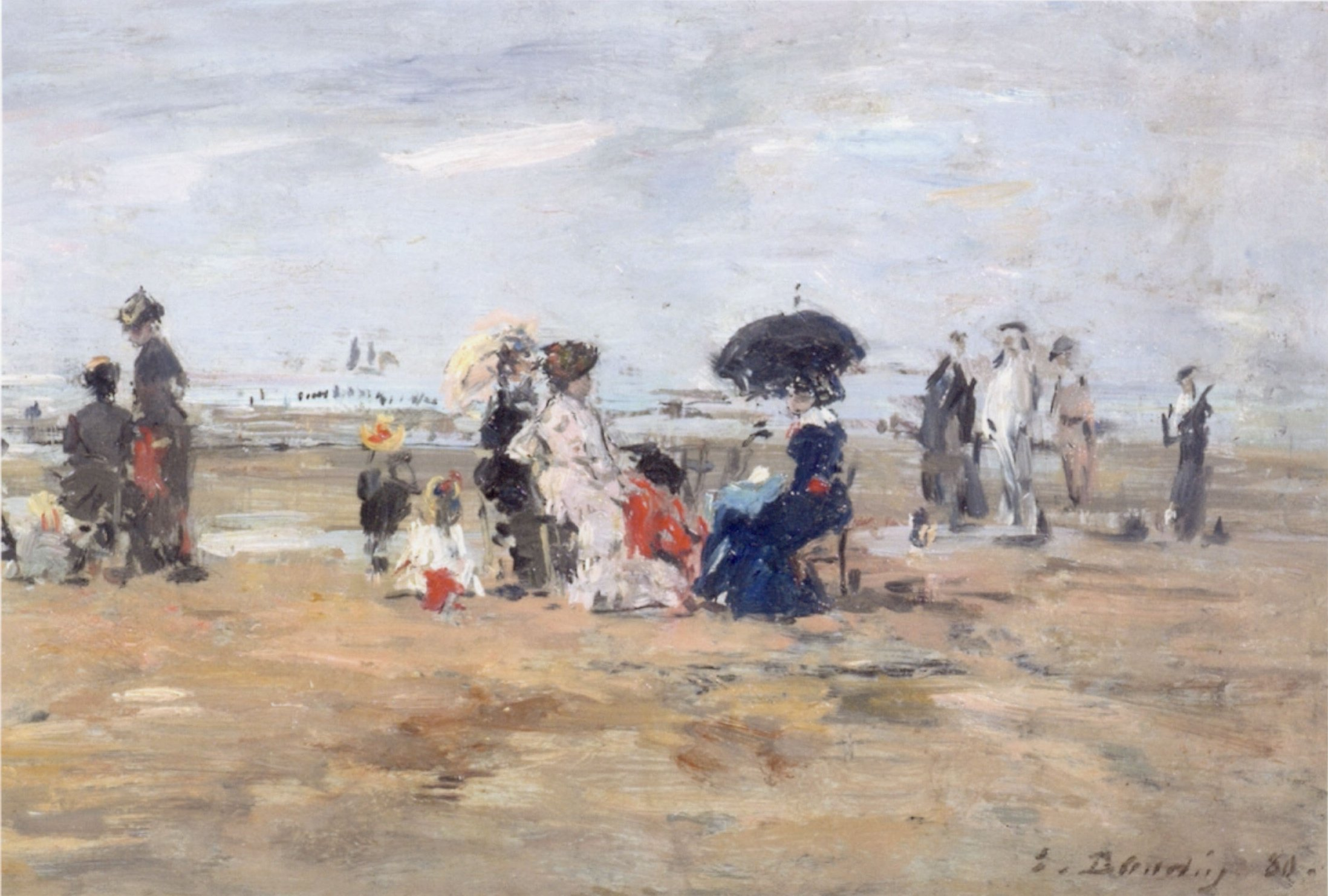
Strandscen, Trouville (1880)
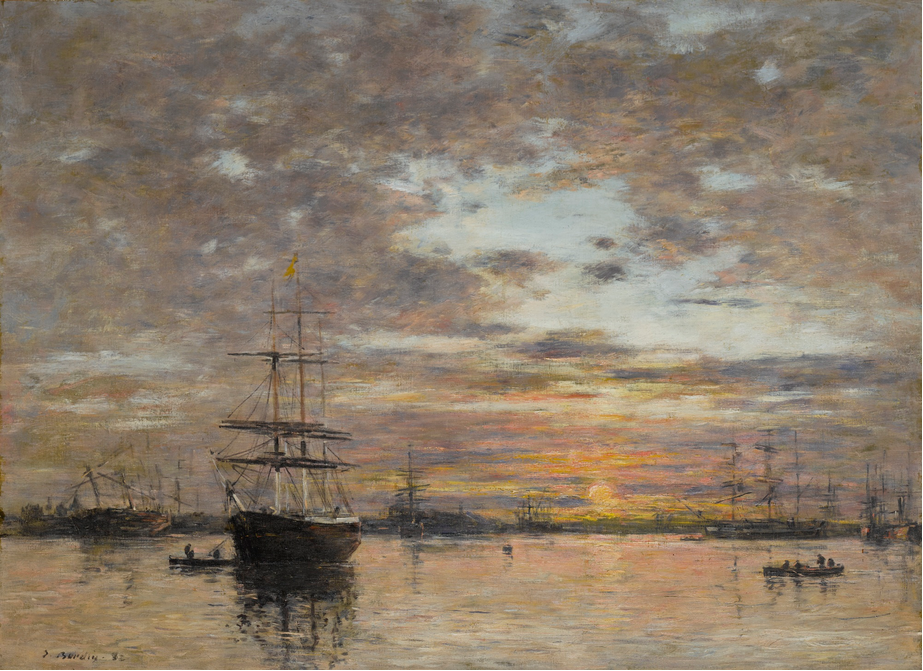
Le port du Havre au coucher du soleil (1882)
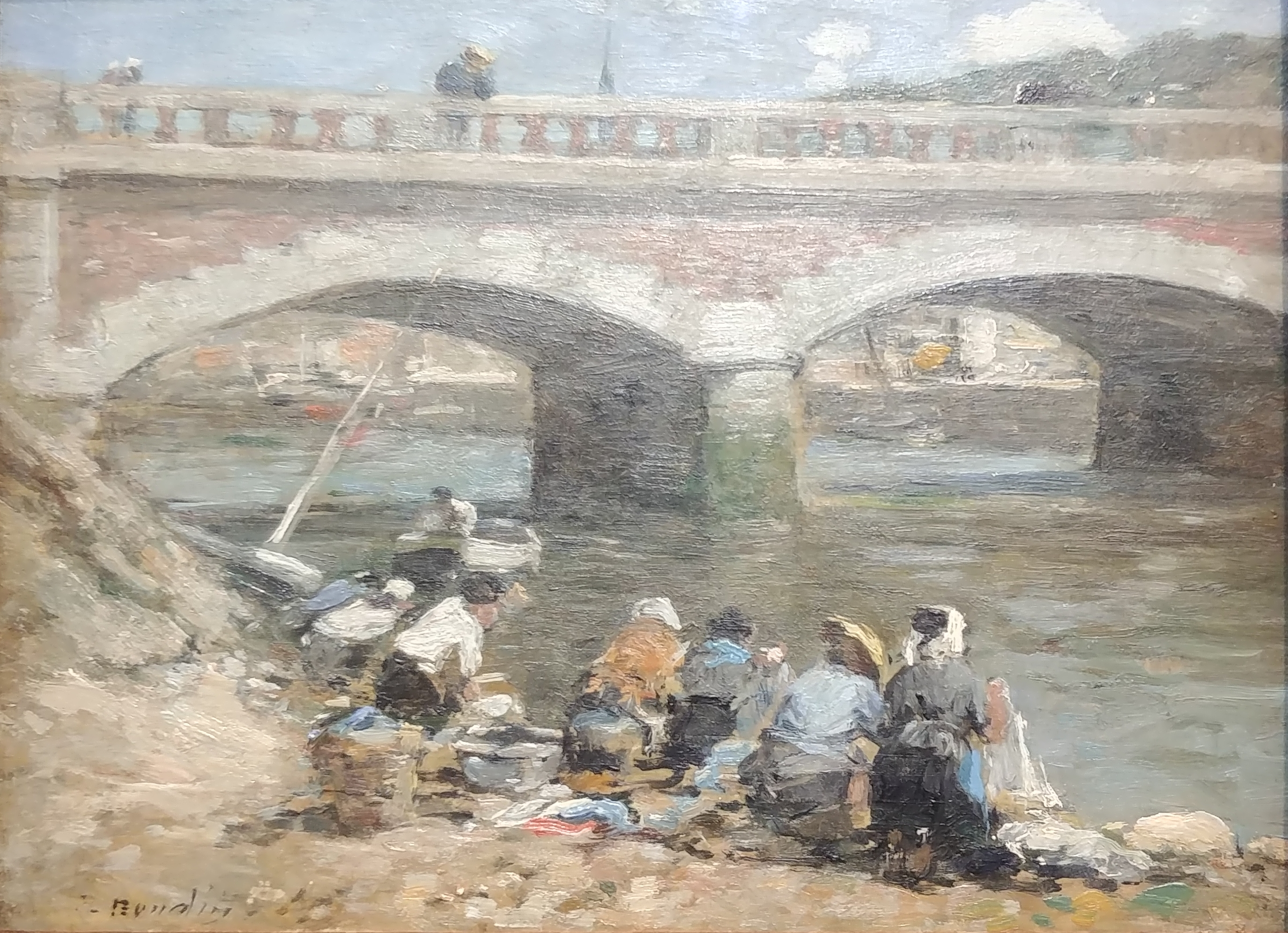
Tvätterskor vid bron i Deauville (1883)
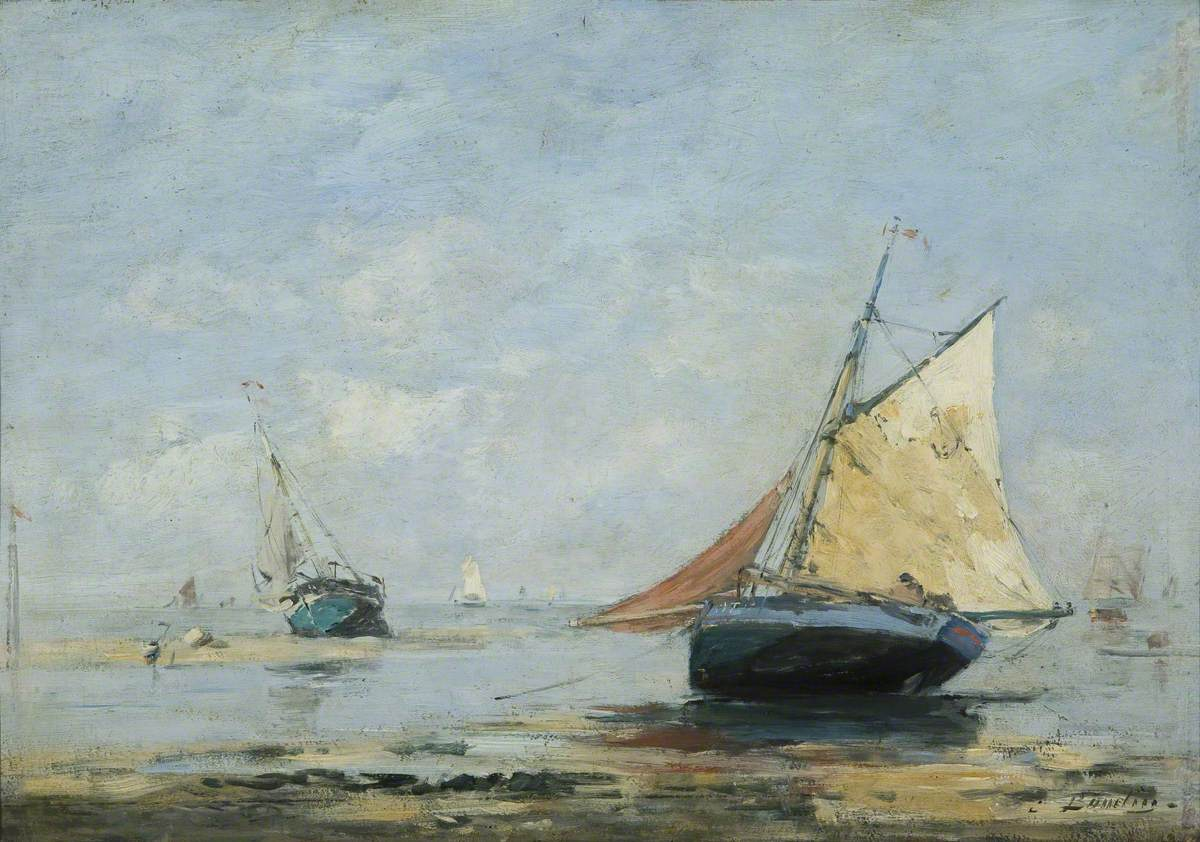
Environs de Trouville (1883)
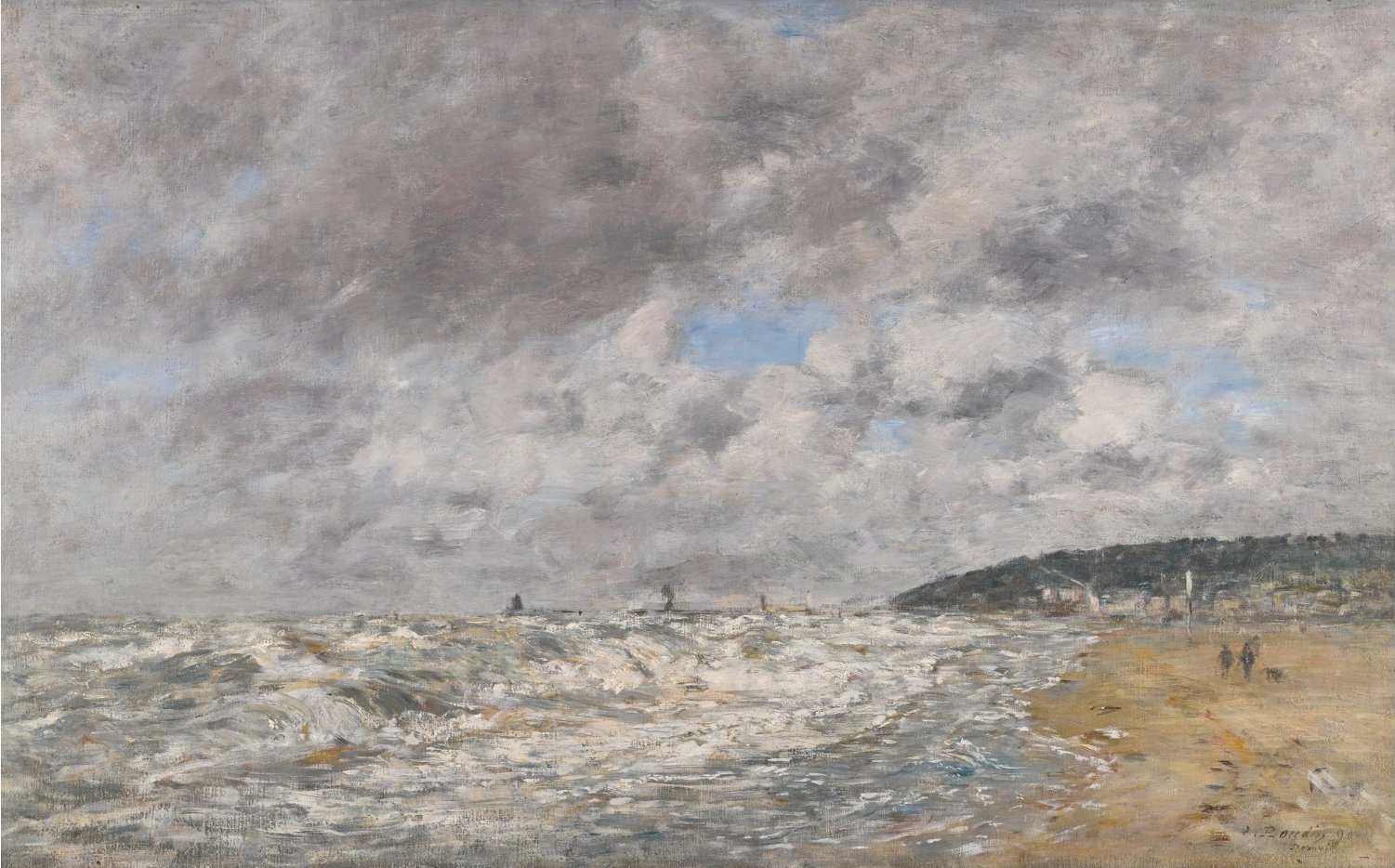
The coast at Deauville with flood (1890)
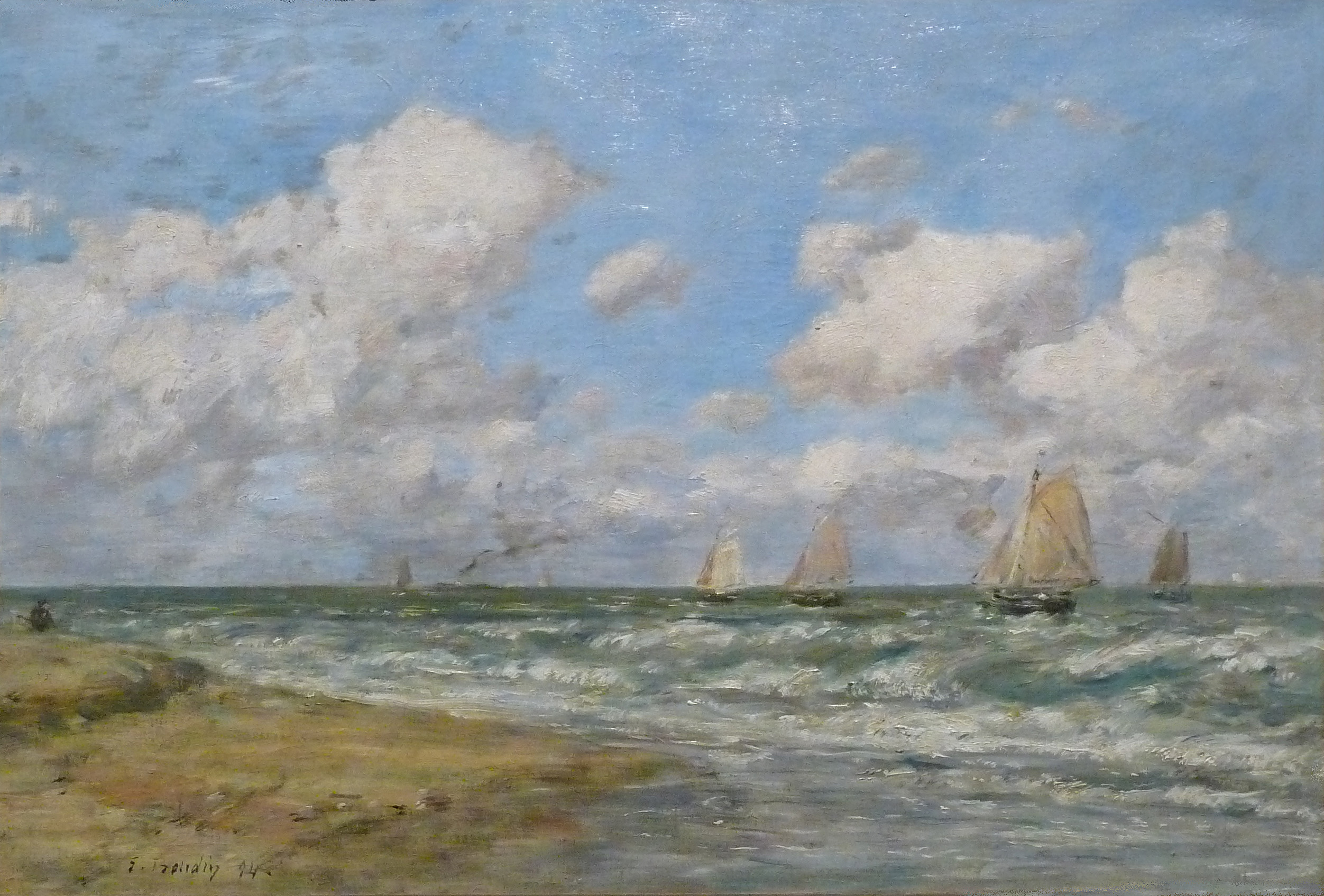
Marine (1894)
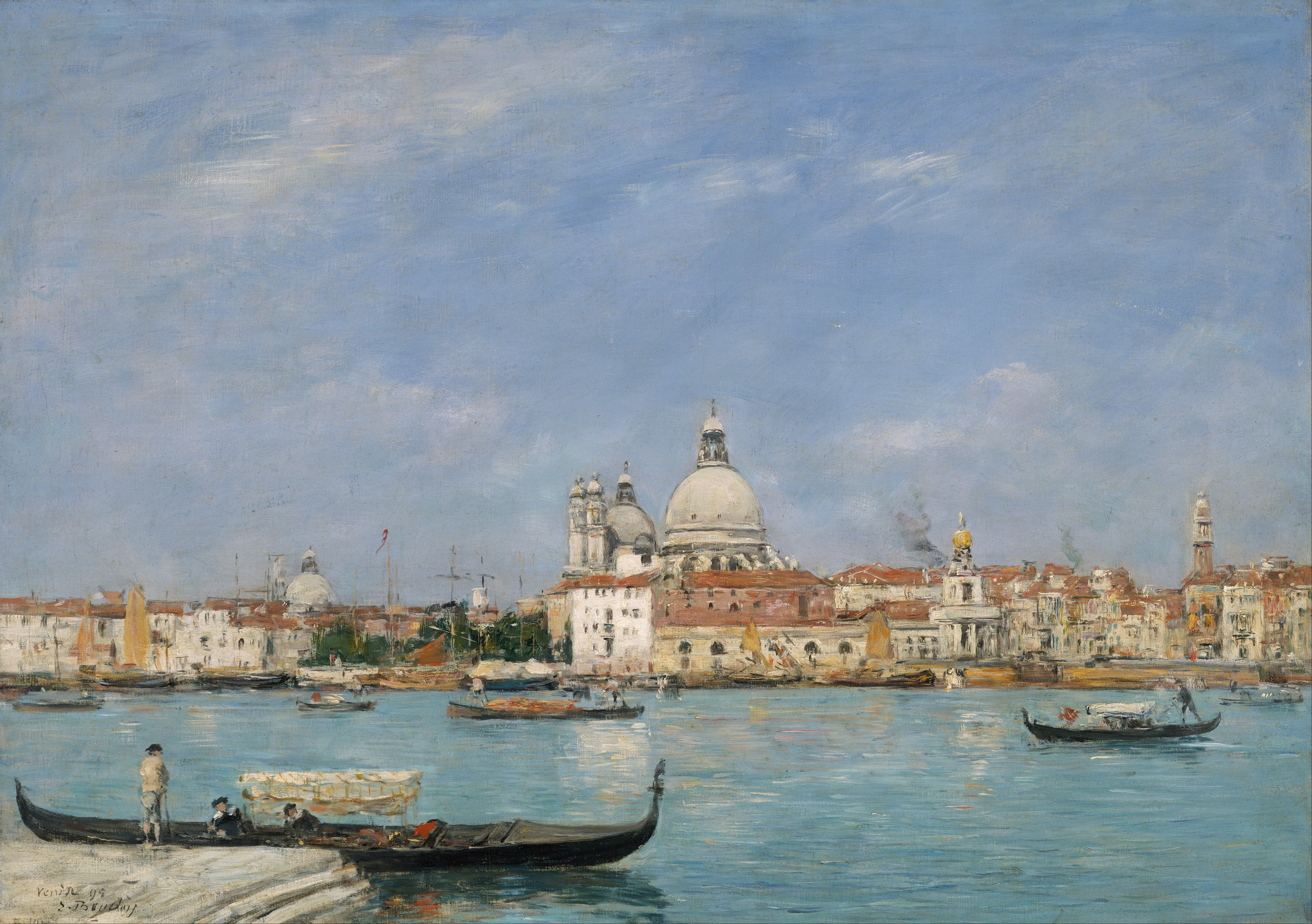
Venice, Santa Maria della Salute from San Giorgio (1895)